# Nyikolaj Konsztantyinovics Romanov orosz nagyherceg
Nyikolaj Konsztantyinovics orosz nagyherceg (oroszul: Великий князь Николай Константинович Романов; Szentpétervár, 1850. február 2./14. – Taskent, 1918. január 14./27.) orosz nagyherceg, az Orosz Cári Hadsereg tisztje, botrányai miatt száműzték Üzbegisztánba.

## Élete

### Származása és tanulmányai
Nyikolaj Konsztantyinovics nagyherceg 1850-ben jött világra Konsztantyin Nyikolajevics nagyherceg és Alexandra szász–altenburgi hercegnő legidősebb gyermekeként. Szülei kezdetben jól induló kapcsolata tönkrement, Konsztantyin nagyherceg elhagyta családját, és szeretőjével élt.
Nyikolaj nagyherceget édesapja katonai pályára szánta, ennek megfelelően már korán elkezdték kiképzését, elszakítva testvéreitől és édesanyjától. Legjobb barátjával, a nála mindössze négy héttel idősebb unokatestvérével,  Alekszej Alekszandrovics nagyherceggel együtt jártak a katonai akadémiára. 1860-ban vettek részt először tengeri hadműveletben a Balti-tengeren, 1861-ben a Zabavu fedélzetén hajózták körül Finnország partjait. A nagyherceg amellett, hogy tengerészként szolgált, tagja volt az Orosz Földrajzi Társaságnak is.

### Családi problémák
Miközben édesanyja kétségbeesetten próbált megfelelő menyasszonyt találni számára, Nyikolaj Konsztantyinovics egy bál alkalmával megismerkedett egy amerikai táncosnővel, Fanny Learrel. Fanny Lear rávette, hogy együtt tegyenek európai körutazást, melynek során a nagyherceg rengeteg pénzt költött műkincsekre, festményekre és szórakozásra. Hazatérve Oroszországba szülei megpróbálták kiszakítani Lear bűvköréből, és közép-ázsiai tanulmányútra küldték. Az út végeztével azonban a nagyherceg újból elhagyta hazáját Lear társaságában.
Folyamatosan gyarapodó műkincsgyűjteménye, költekező életmódja, európai utazásai és szeretője rengeteg pénzt emésztettek fel, melyet a nagyherceg nem tudott tisztességes úton fedezni. 1874-ben tetten érték, miközben édesanyja egyik ikonjáról próbált lelopni néhány értékes drágakövet. Az esemény nagy botrányt kavart. Konsztantyin nagyherceg orvosi vizsgálatot rendelt el, melynek során fiát őrültnek nyilvánították, és állandó orvosi felügyelet alá helyezték. Fanny Leart „kitiltották” Oroszországból.
A felügyelet ellenére a nagyherceg „bárhová is ment, a gondok mindenhova követték. 1874-ben és 1876-ban egy olyan asszony, aki elméletileg közel sem kerülhetett volna hozzá, teherbe esett tőle”. 1877-ben Orenburgba küldték, ahol megjelentette első művét, melyben közép-ázsiai tapasztalatairól, élményeiről írt. A nagyherceg publikációi mellett a cári rendszer ellen szólalt fel, és 1878-ban vagy 1882-ben feleségül vett egy helyi származású, köznemes leányt, Nagyezsda Alekszandrovna Dreyert (1861–1929). Két gyermeküknek II. Miklós cár az „Iszkander gróf” címet adományozta 1917 februárjában:
- Artyemij Nyikolajevics Iszkander (1883–1919), a fehérek oldalán harcolva eltűnt az orosz polgárháború során
- Alekszandr Nyikolajevics Iszkander (1889–1957), kétszer nősült, 1925-ben megkapta a „Romanovszkij-Iszkander herceg” címet.

Folyamatos botrányai miatt megszűnt létezni a család számára, és 1881-ben III. Sándor cár nem sokkal trónra lépését követően Taskentbe száműzte a nagyherceget.

### Száműzetésben
Taskentbe Volinszkij ezredes álnéven érkezett meg, ám később Iszkander családnéven vált ismertté, és feleségétől született gyermekei is ezt a vezetéknevet használták. 1895-ben, noha továbbra is feleségével élt, a nagyherceg megvásárolt magának egy tizenhat éves kozák leányt, akivel új családot alapított. Felesége „Iszkander hercegné” néven rendszeresen utazott Szentpétervárra, hogy megpróbáljon kapcsolatot kialakítani a cári családdal. Bár kísérletei kudarccal végződtek, két fiuk Szentpétervárott tanult, és Alekszandr Nyikolajevics 1925-ben a cári család tagjává vált, mikor Kirill Vlagyimirovics nagyherceg a Romanovszkij herceg címmel ruházta fel.
Taskentben a nagyherceg közérdekű programokban vett részt. Családja rendszeresen életjáradékot utalt számára; és e pénzen először egy színházat építtetett fel, majd megrendelést adott egy saját maga tervezte palota felhúzására. A palota 1890-re készült el, a nagyherceg ebben helyezte el műkincsgyűjteményét. A palota ma az üzbég nemzeti képtárnak ad otthont, míg a gyűjtemény szolgáltatja ennek magját. Nyikolaj Konsztantyinovics Taskent egyik leggazdagabb és legbefolyásosabb emberévé vált: szappangyár, pamutfeldolgozó manufaktúrák, fényképészetek voltak a birtokában. Saját pénzén tervezte meg Taskent csatornahálózatát: előbb a  Buhar arüköt, majd a sokkal jelentősebb Hiva arüköt. Ez utóbbit II. Miklós cár uralkodása alatt korszerűsítették és meghosszabbították. Expedíciókat szervezett Közép-Ázsiába és az Amu-darja kutatására, eredményeit könyvekben publikálta.
1900 környékén meglátogatta őt a nővére, Olga Konsztantyinovna nagyhercegnő. A nagyhercegnőből lett görög királyné azt mondta, öccse erkölcsi értékrendje teljesen felborult: „minden erkölcsi érzékét elvesztette, már nem tudja, mit lehet megtenni és mit lehet kérni”. 1901-ben a nagyherceg bigámista házasságot kötött egy iskolás leánnyal, Varvara Hmelnyickajával (1885–?), azonban a frigyet hamar érvénytelenítették.

### Halála
1917-ben lemondott II. Miklós cár, és ezzel a cári rendszer megszűnt létezni. Az Ideiglenes Kormány hatalmát megdöntő szocialista forradalmat a már nagybeteg nagyherceg örömmel fogadta. A tüdőgyulladásban szenvedő Nyikolaj Konsztantyinovics nagyherceg 1918. január 26-án hunyt el. Több, főleg Nyugat-Európából származó források szerint a bolsevikok ölték meg, ennek azonban ellentmond az a tény, hogy a bolsevik vezetés nagyszabású, a cári család tagjainak búcsúztatására emlékeztető temetést szervezett számára. A nagyherceget a taskenti Szent György székesegyházban helyezték örök nyugalomra.
Első fia, Artyemij Nyikolajevics 1919-ben a fehérekhez csatlakozva meghalt a polgárháborúban. 
 Második fia, Alekszandr Nyikolajevics a hadseregben szolgált. 1919-ben részt vett a taskenti antibolsevista felkelésben, minek következtében menekülnie kellett. Franciaországba emigrált, és megjelentette emlékiratait. 1912. május 5-én feleségül vette Olga Ioszifovna Rogovszkaját (1893–1962?), akitől két gyermeke született: Kirill Alekszandrovics Iszkander gróf (1914–1917/18) és Natalja Alekszandrovna Romanovszkaja-Iszkander hercegnő (1916–1999). Alekszandr Nyikolajevics elvált Rogovszkajától, és 1930. október 11-én nőül vette Natalja Konsztantyinovna Hanikovát (1893–1982). Második házasságából nem született gyermeke.

## Törvénytelen utódjai
Nyikolaj Konsztantyinovicsnak egyik szeretőjétől, Alekszandra Alekszandrovna Gyemidovától, avagy Abasától (1855–1894) két utódja származott:
- Olga Nyikolajevna Volinszkaja (1877–1910)
- Nyikolaj Nyikolajevics Volinszkij (1878–1913).

A gyermekeknek III. Sándor cár 1879-ben a nemesi hangzású Volinszkij családnevet adta, mivel édesanyjuk feleségül ment Pavel Felikszovics Szumarokov-Elszton grófhoz, Feliksz Felikszovics Juszupov nagybátyjához.
A nagyhercegnek három gyermeke született Darja Eliszejevna Csaszovityinától (1880–1953/56):
- Szvjatoszlav Nyikolajevics (†1919)
- Nyikolaj Nyikolajevics (†1919/1920)
- Darja Nyikolajevna (1896–1966).